# نظرية الجهد
في الرياضيات والفيزياء الرياضية، نظرية الجهد هي دراسة الدوال التوافقية.
تمت صياغة مصطلح «نظرية الجهد» في فيزياء القرن التاسع عشر عندما تم إدراك أن قوتين أساسيتين في الطبيعة معروفتين في ذلك الوقت، وهما الجاذبية والقوة الكهروستاتيكية، يمكن تصميمهما باستخدام وظائف تسمى جهد الجاذبية والجهد الكهروستاتيكي، وكلاهما التي تنطبق على معادلة بواسون - أو في الفراغ، معادلة لابلاس.